# Iedu
Iedu – wieś w Rumunii, w okręgu Suczawa, w gminie Cârlibaba. W 2011 roku liczyła 154 mieszkańców.